# Indiai tobzoska
A indiai tobzoska vagy ceyloni tobzoska (Manis crassicaudata) az emlősök (Mammalia) osztályának tobzoskák (Pholidota) rendjébe, ezen belül a tobzoskafélék (Manidae) családjába tartozó faj.

## Előfordulása
Dél-Ázsia országaiban őshonos, Bangladesben, Indiában, Pakisztánban, valamint Srí Lankában.

## Megjelenése
Tobozszerű pikkelyei vannak ezek védik meg a támadótól. Testhossza 45–75 cm, ebből a farok 33–45 cm. Testtömege 5–35 kg.

## Életmódja
A indiai tobzoska mozgékony állat. Tápláléka termeszek, hangyák, madártojások, bogarak, hüvely, csótányok és férgek. 20 évig is elél.

## Szaporodása
A 67 napig tartó vemhesség végén a nőstény 1 kölyöknek ad életet. A kölyök születésekor 350 grammos.

## Természetvédelmi állapota
A Természetvédelmi Világszövetség Vörös Listáján veszélyeztetett besorolással szerepel. Természetes ellensége a tigris. Pakisztánban gyakran vadásznak rá az emberek, hogy testrészeit gyógyászati célokra használják. Nyakláncot is csinálnak pikkelyeiből, a bőréből pedig cipőt és csizmát készítenek.